# 내 한을 풀어다오
내 한을 풀어다오는 한국에서 제작된 김봉환 감독의 1967년 영화이다. 김승호 등이 주연으로 출연하였고 김태수 등이 제작에 참여하였다.

## 출연

### 주연
- 김승호
- 김석훈
- 윤일봉
- 남궁훈

## 제작진
- 조명: 이현우
- 미술: 이문현